# Tahiti International
Die Tahiti International sind die offenen internationale Meisterschaften von Französisch-Polynesien im Badminton. Mit der Ausrichtung internationaler Titelkämpfe werden zum einen die Anstrengungen des Badmintonverbandes von Französisch-Polynesien manifestiert, der Sportart Badminton im Land zu weiterer Popularität zu verhelfen und zum anderen auch die Bemühungen des Badminton-Weltverbandes verdeutlicht, Länder und Regionen, die bisher nicht im internationalen Turnierzyklus beteiligt waren, dort zu integrieren. Bei den bisher dokumentierten Austragungen des Turniers wurden Punkte für die Badminton-Weltrangliste vergeben.

## Sieger
| Jahr      | Herreneinzel            | Dameneinzel         | Herrendoppel                      | Damendoppel                   | Mixed                          |
| --------- | ----------------------- | ------------------- | --------------------------------- | ----------------------------- | ------------------------------ |
| 2009      | Arnaud Génin            | Johanna Kou         | Alistair Casey Brent Kevin Miller | nicht ausgetragen             | Nicholas Jinadasa Victoria Liu |
| 2010      | Alistair Casey          | Cee Nantana Ketpura | Ross Smith Glenn Warfe            | Leanne Choo Kate Wilson-Smith | Ross Smith Kate Wilson-Smith   |
| 2011      | nicht ausgetragen       | nicht ausgetragen   | nicht ausgetragen                 | nicht ausgetragen             | nicht ausgetragen              |
| 2012      | Tan Chun Seang          | Michelle Li         | Adrian Liu Derrick Ng             | Eva Lee Paula Obanana         | Ross Smith Renuga Veeran       |
| 2013      | Brice Leverdez          | Salakjit Ponsana    | Ruud Bosch Koen Ridder            | Nicole Grether Charmaine Reid | Ruud Bosch Salakjit Ponsana    |
| 2014 2015 | nicht ausgetragen       | nicht ausgetragen   | nicht ausgetragen                 | nicht ausgetragen             | nicht ausgetragen              |
| 2016      | Indra Bagus Ade Chandra | Moe Araki           | Adam Cwalina Przemysław Wacha     | Akane Araki Ayaka Kawasaki    | Vitaliy Durkin Nina Vislova    |
| 2017 2024 | nicht ausgetragen       | nicht ausgetragen   | nicht ausgetragen                 | nicht ausgetragen             | nicht ausgetragen              |